# 等爸爸回家
《等爸爸回家》是长江少年儿童出版社所策划出版「致敬最美逆行者暖心绘本系列」推出的第一本绘本。陈颖撰文，起点插画绘图。故事以2019冠状病毒病疫情期间一个医生家庭的男孩爲第一视角展开。背景设置在2020年春节期间的中华人民共和国湖北省武汉市，一些医护人员与家庭分别支援抗击病毒。
另有配合绘本创作的同名儿歌发表。

## 背景和创作
《等爸爸回家》以一个医生家庭在2019冠状病毒病疫情期间抗击病毒的真实故事为原型。2019冠状病毒病在中国大陆爆发后，中国大陆的一些医护人员积极参与抗击病毒，并为中国大陆的疫情得到控制做出了贡献。长江少年儿童出版社为“致敬战‘疫’一线医护人员”，第一时间组织力量创作“为战‘疫’做贡献的图书”，并克服了人员隔离不方便沟通、缺乏专业绘画设备等困难，凭借自有力量，用17天的时间完成了作品。

## 情节
在2019冠状病毒病疫情期间的武汉市，一位医生父亲主动前往医院抗击病毒并与其家人分别，他的儿子对此感到不解，在母亲对儿子解释父亲的贡献和家庭的状况之后，儿子渐渐明白了父亲的信念和自身的担当。春节前夕，中国大陆各地支援武汉抗击病毒，让儿子获得了希望。最后，儿子和母亲到医院与抗击病毒的医生父亲见面，父子互留字条后分别，并希望抗击病毒早日成功。

## 发行
《等爸爸回家》在中国大陆出版后，引起了中国大陆社会的共鸣。长江少年儿童出版社以繁体字版于香港、澳门发行，由台湾華品文創出版公司在台湾代理发行，又将其翻译为13个语种，实施版权输出，并向国际儿童读物联盟（IBBY）捐出国际版权，在生命树童书网上免费开放阅读。

## 评价
中国国家图书馆少年儿童馆馆长王志庚认为其“表现了医护人员的在抗疫战中表现出来的大无畏的英雄主义精神，描写了英雄背后温暖的亲情与充满爱的家庭支持，同时也将疫情的防控知识巧妙结合到情感叙事中”。
民主进步党立委陈亭妃认为“除了美化中國防疫以外，完全不知道這本書對孩童有任何意義”。

## 台湾下架事件
2020年11月，民主进步党立法委員陈亭妃与民主进步党台北市议员陈怡君在立法院召开“中國紅讀計畫入侵台灣？”记者会，认为“红读计划之出版社入侵台湾”。随后，台北市立图书馆暂停采购，新北市立圖書館、台中市立圖書館等图书馆也随之下架《等爸爸回家》。12月2日，中华民国文化部以《等爸爸回家》违反《大陸地區出版品電影片錄影節目廣播電視節目進入臺灣地區或在臺灣地區發行銷售製作播映展覽觀摩許可辦法》第8、9條規定，禁止其在台湾的发行。新北圖書館在2022年某月可借到此書，後來在經新北市某議員請新北市文化局處理後,圖書已下架。